# 大沟镇
大沟镇，是中华人民共和国广东省阳江市阳东区下辖的一个乡镇级行政单位。

## 行政区划
大沟镇下辖以下地区：
大沟社区、红旗村、高垌村、赤坎村、花村、新梨村、大沟村、沙岗村、寿长村、三丫村、徐赤村、那金村、海头村、庐山村、华洞村和迳口村。